# Bournville
Bournville je jižní předměstí anglického velkoměsta Birmingham. Žije zde přibližně 25 000 obyvatel.
Založení sídla je spojeno s firmou Cadbury. V roce 1879 na pozemku u říčky The Bourn vybudovali bratři Cadburyové továrnu na čokoládu, místo si vybrali díky železnici a plavebnímu kanálu. V roce 1893 se začala budovat osada pro zaměstnance, cílem majitelů bylo poskytnout cenově dostupné a zdravé bydlení. Inspirovali se konceptem zahradního města, který vypracoval Ebenezer Howard. Soubor cihlových rodinných domů obklopený zelení projektoval architekt William Alexander Harvey. Cadburyové byli kvakeři a v Bournville byl proto zakázán prodej alkoholu. Obyvatelé měli k dispozici sportovní hřiště, plovárnu, čítárnu, školy a zdravotnická zařízení, pro společenská setkávání byl postaven pavilon Bournville Rest House. V roce 1900 byl založen Bournville Village Trust, pečující o původní ráz vesnice i v době, kdy probíhala moderní výstavba a do Bournville se díky příjemnému životnímu prostředí začali stěhovat i lidé, kteří nebyli zaměstnáni v čokoládovně. V roce 1971 byla vyhlášena památková ochrana areálu. 
Od roku 1908 vyrábí firma Cadbury čokoládovou tyčinku nazvanou Bournville.
Byla zde založena umělecká škola Bournville Centre for Visual Arts. Turistickou atrakcí je tematický park Cadbury World. Kromě kvakerské modlitebny se zde nachází také anglikánský kostel z roku 1905 zasvěcený Františkovi z Assisi a pravoslavný chrám sv. Lazara v byzantském stylu. K místním zajímavostem patří zvonkohra.
V Bournville se narodila herečka Felicity Jones.